# Elizabeth Rice
Pour les personnes ayant le même patronyme, voir Rice.
Elizabeth Ellen Rice (née le 5 novembre 1985 à Pine Bluff, Jefferson County, Arkansas), est une actrice américaine.
Elle a obtenu le prix de « La meilleure actrice » pour le film Inside au Festival du Film Solstice en 2008.

## Filmographie
| Année | Titre                                                             | Rôle               | Notes                                                               |
| ----- | ----------------------------------------------------------------- | ------------------ | ------------------------------------------------------------------- |
| 1997  | Sour Milk                                                         | Liz                | Film                                                                |
| 2000  | Mon chien Skip                                                    | Amie des Rivers    | Film                                                                |
| 2001  | Preuve à l'appui                                                  | Sarah Browning     | Série télévisée - épisode : Sight Unseen                            |
| 2002  | Urgences                                                          | Sara Pasbalas      | Série télévisée - épisode : One Can Only Hope                       |
| 2003  | Peacemakers                                                       | Amy Owen           | Série télévisée - épisodes : Legend of the Gun No Excuse 29 Seconds |
| 2003  | FBI : Portés disparus                                             | Natasha Tzetcovich | Série télévisée - épisode : Prodigy                                 |
| 2004  | Boston Public                                                     | Marilee Morford    | Série télévisée - épisode : Chapter Seventy-Seven                   |
| 2004  | Natalie Wood : Le Prix de la gloire (The Mystery of Natalie Wood) | Natalie Wood       | Téléfilm                                                            |
| 2005  | En détresse (Odd Girl Out)                                        | Nikki              | Téléfilm                                                            |
| 2005  | Close to Home                                                     | Tracy Fields       | Série télévisée - épisode : Romeo et Juliette Murders               |
| 2007  | Mad Men                                                           | Margaret Sterling  | Série télévisée - épisodes : Babylon Long Weekend                   |
| 2008  | Mad Men                                                           | Margaret Sterling  | épisode : Three Sundays                                             |
| 2008  | Inside                                                            | Lindsay            | Film                                                                |
| 2009  | Mad Men                                                           | Margaret Sterling  | Série télévisée - épisodes : Love Among the Ruins The Grown-Ups     |
| 2009  | Les Experts                                                       | Jess Smith         | Série télévisée - épisode : Death & the Maiden                      |
| 2010  | Médium                                                            | Caroline Krueger   | Série télévisée - épisodes : How to Kill a Good Guy The Match Game  |
| 2011  | Forgetting the Girl                                               | Beth Dalewell      | Film                                                                |
| 2015  | The Last Rescue                                                   | 2th Lt. Nancy Bell | Film                                                                |